# Блейк Крауч
Блейк Крауч (на английски: Blake Crouch) е американски сценарист, продуцент и писател на произведения в жанра трилър, хорър и научна фантастика.

## Биография и творчество
Блейк Крауч е роден през 1978 г. в Стейтсвил, Северна Каролина, САЩ. Завършва през 2000 г. с бакалавърска степен английска филология и творческо писане в Университета на Северна Каролина в Чапъл Хил.
Първият му хорър трилър „Desert Places“ (Пустинни места) от поредицата „Андрю Томас“ е публикуван през 2004 г.
През 2005 г. се премества със съпругата си Ребека в Дуранго, Колорадо, тъй като и двамата са алпинисти. Градът го вдъхновява да напише романа „Abandon“ (Изоставен), чийто сюжет се развива в миналото и настоящето в отдалечения миньорски град високо в планината Сан Хуан.
Вдъхновен от сериала „Туин Пийкс“, през 2012 г. е публикуван първият му трилър „Живи или мъртви“ от поредицата „Пайнс“. Главният герой, специален агент Итън Бърк издирващ двама свои колеги, попада след ужасна катастрофа в градчето Уейуърд Пайнс. Строго охранявано и изолирано от света, нищо в него не е такова, каквото изглежда на пръв поглед, а разследването му става все по-ужасяващо. През 2015 – 2016 г. поредицата е екранизирана в успешния телевизионен сериал „Уейуърд Пайнс“ с участието на Мат Дилън, Карла Гуджино, Терънс Хауърд, Джейсън Патрик, Тоби Джоунс, Чарли Тахан, Хоуп Дейвис, и др.
През 2013 г. пише сценарии за поредицата „Загадките на Лети Добиш“, която е екранизирана през 2016 г. в телевизионния сериал „Добро поведение“ с участието на Мишел Докъри и Хуан Диего Бото.
През 2016 г. е издаден романът му „Dark Matter“ (Тъмна материя), за който пише сценарий за „Сони Пикчърс“.
Пише и разкази за списанията „Елъри Куин“, Алфред Хичкок“ и др. списания и антологии.
Произведенията на писателя са издадени в над 30 страни по света.
Блейк Крауч живее със семейството си в Дуранго, Колорадо.

## Произведения

### Самостоятелни романи
- Abandon (2009)
- Famous (2010)
- Snowbound (2010)
- Draculas (2010) – с Джак Килборн (Дж. А. Контра), Джеф Странд и Ф. Пол Уилсън
- Run (2011)
- Eerie (2012) – с Джордан Крауч
- Kite (2013) – с Дж. А. Контра
- Dark Matter (2016)
Тъмна материя, изд.: ИК „Ибис“, София (2019), прев. Коста Сивов, ISBN 978-619-157-315-8
- Good Behavior (2016)
- Recursion (2019)
Променлива реалност, изд.: ИК „Ибис“, София (2020), прев. Мария Димитрова, ISBN 978-619-157-347-9
- Upgrade (2022)
Подобрен, изд.: ИК „Ибис“, София (2023), прев. Александър Мишков, ISBN 978-619-157-415-5

### Серия „Андрю Томас“ (Andrew Z. Thomas)
1. Desert Places (2004)
2. Locked Doors (2005)
3. Break You (2011)
4. Stirred (2011) – с Дж. А. Контра (част и от серията „Джак Даниелс“)

### Серия „Загадките на Лети Добиш“ (Letty Dobesh Mystery)
2. Sunset Key (2013)
4. Confidence Girl (2013)
Good Behavior (2016)

### Серия „Пайнс“ (Wayward Pines)
1. Pines (2012)
Живи или мъртви, изд.: ИК „Бард“, София (2014), прев. Венцислав Божилов
2. Wayward (2013)
Уейуърд, изд.: ИК „Бард“, София (2016), прев. Венцислав Божилов
3. The Last Town (2014)

### Участие в общи серии с други писатели

#### Серия „Сериал“ (Serial)
- Bad Girl (2010)
- Serial (2010) – с Джак Килборн
- Serial Uncut (2011) – с Джак Килборн

### Новели
- Perfect Little Town (2010)
- 69 (2010)
- On the Good, Red Road (2010)
- Remaking (2010)
- Shining Rock (2010)
- The Meteorologist (2011)
- Unconditional (2011)
- Hunting Season (2011) – със Селена Кит

### Сборници
- 4 Live Rounds (2010)
- Fully Loaded (2011)

### Екранизации
- 2015 – 2016 Уейуърд Пайнс, Wayward Pines – ТВ сериал, 20 епизода, по поредицата, продуцент
- 2016 Good Behavior – ТВ сериал, автор на 3 епизода, продуцент